# Usėnai
Usėnai (deutsch Mädewald) ist ein Dorf im litauischen Bezirk Klaipėda. Der Ort ist Zentrum des Amtsbezirks (Seniūnija) Usėnai und gehört zur Rajongemeinde Šilutė.

## Geographische Lage

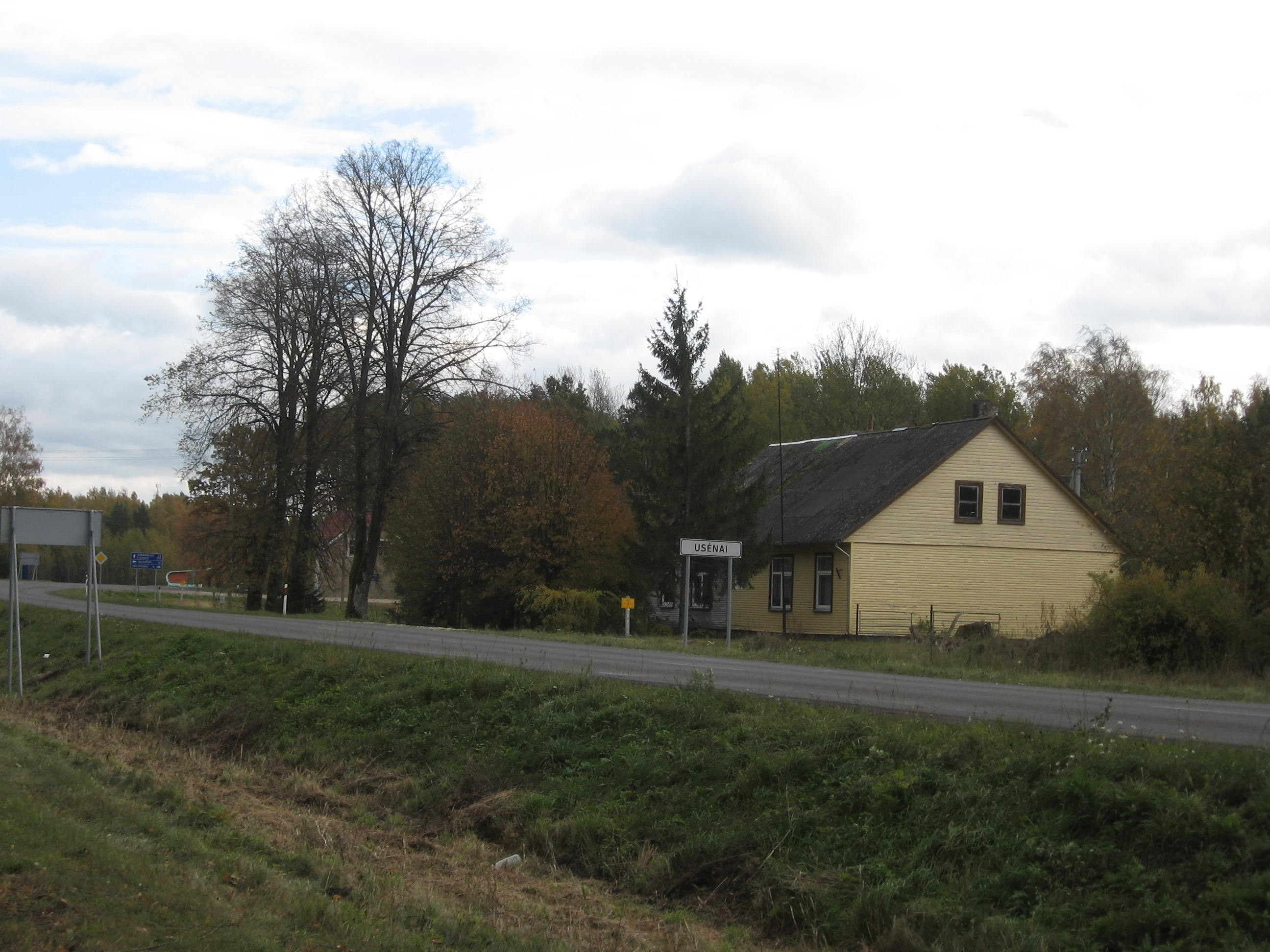
Am Ortseingang von Usėnai

Usėnai liegt im Südwesten Litauens, im ehemaligen Memelland, etwa 20 Kilometer südöstlich des Gemeindesitzes Šilutė. Am südwestlichen Ortsrand passiert die Nationalstraße 141, die Kaunas mit Klaipėda verbindet. Usėnai hat einen Haltepunkt an der Bahnstrecke Sowetsk–Klaipėda, auf der allerdings der Personenzugverkehr seit 2011 eingestellt ist. Durch den Ort fließt der Veižas (dt. Wersze), der in die Memel fließt.

## Geschichte
Im Jahr 1874 wurde Mädewald (offenbar) in den Amtsbezirk Szameitkehmen im (Land)kreis Tilsit eingegliedert. Im Jahr 1920 erfolgte die Eingliederung in den Landkreis Pogegen (lit. Pagėgių apskritis). Im Jahr 1939 wurde Mädewald selber Sitz eines Amtsbezirks, der nun zum Landkreis Heydekrug gehörte. Mitte Oktober 1944 fanden bei Mädewald heftige Kämpfe zwischen deutschen und sowjetischen Truppen statt. 
Nach der Eingliederung in die Litauische Sozialistische Sowjetrepublik wurde Usėnai im Jahr 1950 Sitz eines Umkreises (lit. apylinkė) und ist seit 1995 Sitz eines Amtsbezirks. Als solcher bekam der Ort im Jahr 2012 ein Wappen.

### Tragödie von Usėnai
Am 6. Dezember 1965 fanden sieben Jungen aus Usėnai im Alter von zehn bis 15 Jahren in einem Waldstück beim Hantieren mit Sprengstoff den Tod.

### Einwohnerentwicklung
| Jahr | Einwohner |
| ---- | --------- |
| 1910 | 080       |
| 1959 | 252       |
| 1970 | 379       |
| 1979 | 604       |
| 1989 | 795       |
| 2001 | 731       |
| 2011 | 632       |

## Schule
In Usėnai gibt es eine Hauptschule.

## Amtsbezirk Usėnai

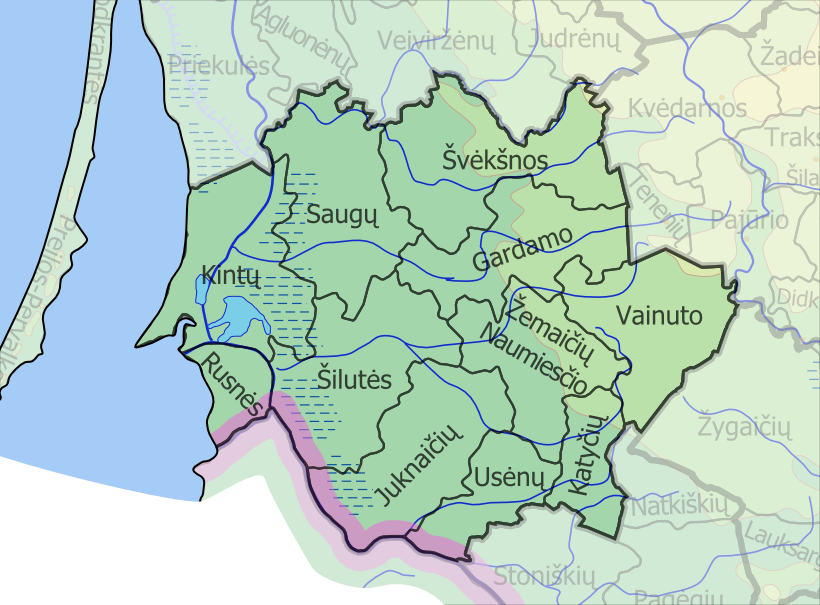
Die Lage des Amtsbezirks Usėnai im Süden der Rajongemeinde Šilutė

Seit 1995 besteht die Usėnų seniūnija, die zur Rajongemeinde Šilutė gehört. Im Amtsbezirk sind 18 Dörfer mit insgesamt 1.210 Einwohnern auf einer Fläche von 77,9 km² zusammengeschlossen (Stand 2011). Der Amtsbezirk ist seit 2009 in die beiden Unterbezirke (lit. Seniūnaitija) Usėnų seniūnaitija und Žemaitkiemio seniūnaitija eingeteilt. Zum Amtsbezirk gehören:
| Ortsname      | deutscher Name      | Unterbezirk  |  | Ortsname      | deutscher Name      | Unterbezirk             |
| ------------- | ------------------- | ------------ |  | ------------- | ------------------- | ----------------------- |
| Antleičiai    | Groß Antleiten      | Usėnai       |  | Reizgiai      | Passon-Reisgen      | Usėnai                  |
| Aužkykiai     | Augskieken          | Usėnai       |  | Stremeniai    | Alt Strehmenen      | Usėnai                  |
| Dėkintėliai   | Neu Dekinten        | Usėnai       |  | Svaraitkiemis | Swarreitkehmen      | Žemaitkiemis            |
| Galzdonai     | Galsdon-Joneiten    | Žemaitkiemis |  | Uostiškiai    | Ostischken          | Usėnai                  |
| Karceviškiai  | Klein Karzewischken | Žemaitkiemis |  | Usėnai        | Mädewald            | Usėnai und Žemaitkiemis |
| Kavoliai      | Kawohlen            | Usėnai       |  | Užpelkiai     | Uszpelken           | Žemaitkiemis            |
| Meišlaukiai   | Meischlauken        | Usėnai       |  | Veržininkai   | Werszenhof          | Žemaitkiemis            |
| Naujapieviai  | zu Pleine           | Žemaitkiemis |  | Žardviečiai   | Weitkus-Szardwethen | Usėnai                  |
| Naustremeniai | Neu Stremehnen      | Usėnai       |  | Žemaitkiemis  | Szameitkehmen       | Žemaitkiemis            |

## Verweise